# Luchthaven Mutiara
Mutiara SIS Al-Jufrie Airport (Indonesisch: Bandara Mutiara SIS Al-Jufrie) is een luchthaven nabij Palu in de Indonesische provincie Midden-Sulawesi.
De luchthaven ligt aan de zuidoostelijke kant van de stad. Er is een enkele startbaan, ongeveer noord-zuid georiënteerd en 2,2 kilometer lang. De luchthaven wordt enkel gebruikt voor binnenlandse vluchten door Indonesische luchtvaartmaatschappijen.